# Маркохім
Маріупольський коксохімічний завод «Маркохім» — підприємство, що виробляє металургійний кокс (м. Маріуполь Донецької області).
Сумарний обсяг виробництва (1999) — 106,6 млн гривень.
Після радянсько-німецької війни відновив свою роботу в жовтні 1949.
2000 року підприємство отримало нагороду «Кришталева башта» в номінації «Проект року» — за будівництво спортивного комплексу «Маркохім».
Наприкінці 2005 року відбулося злиття «Маркохіму» з металургійним комбінатом «Азовсталь».
Підприємство підпорядковане донецькій фінансово-економічній групі System Capital Management (Ринат Ахметов).